# واکسال (پنسیلوانیا)
واکسال (به انگلیسی: Woxall) یک روستا در ایالات متحده آمریکا است که در پنسیلوانیا واقع شده‌است. واکسال ۱٬۳۱۸ نفر جمعیت دارد و ۱۲۸٫۰۲ متر بالاتر از سطح دریا واقع شده‌است.